# Jaguar X350

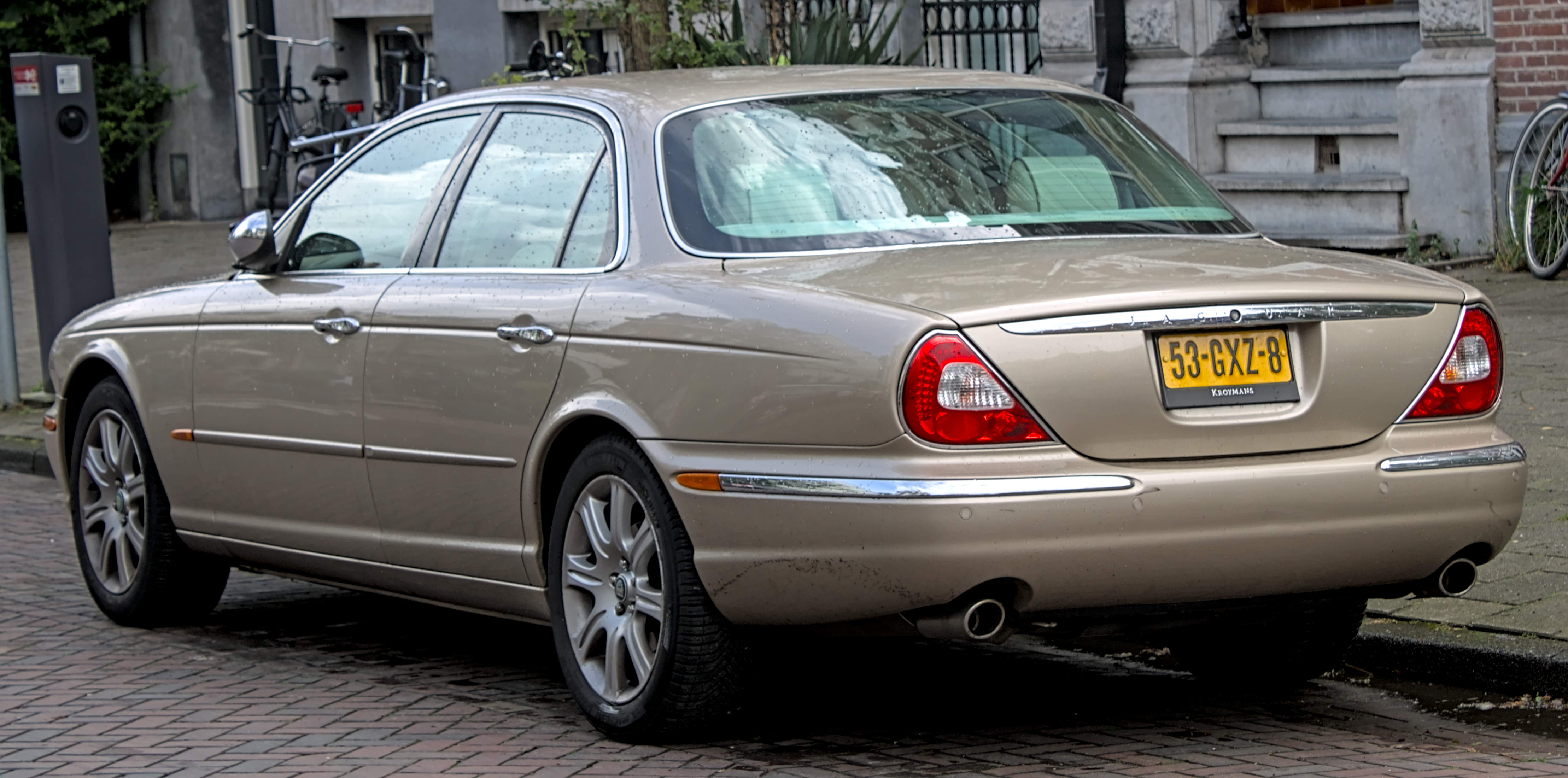
Heckansicht

Der Jaguar X350/X358 ist eine Oberklasselimousine der XJ-Reihe des britischen Automobilherstellers Jaguar, die von Frühjahr 2003 bis Herbst 2009 hergestellt wurde.

## Allgemeines
Mit dem X350 (interne Werksbezeichnung) brachte Jaguar im März 2003 die dritte komplette Neukonstruktion der XJ-Serie auf den Markt.
Eine Besonderheit ist dabei die Aluminiumkonstruktion der selbsttragenden Karosserie, die beinahe vollständig auf die bei anderen Herstellern anzutreffenden Strangpressprofile verzichtet. Dadurch wird die Karosserie wegen des höheren notwendigen Materialaufwandes schwerer als beim Einsatz von Strangpressprofilen, die Fertigungsprozesse bleiben aber einfacher und Reparaturen an der Karosserie sind weniger aufwändig. Die Karosseriebleche werden wie bei Flugzeugen mit Nieten verbunden. Dabei werden Stanznieten eingesetzt, die keine vorhandenen Löcher in den zu verbindenden Blechen benötigen. Zur zusätzlichen Versteifung ist an den Berührungsflächen ein spezieller Klebstoff aufgebracht. Das Leergewicht des Grundmodells ist mit 1608 bis 1728 kg vergleichsweise niedrig. Die für Fahrzeuge dieser Klasse übliche Luftfederung wird von Thyssen-Krupp Automotive beigesteuert.
Im Herbst 2004 kam eine Ausführung mit langem Radstand auf den Markt, propagiert mit Hilfe des Prototyps Concept 8.

### Motoren
Für den X350 sowie den X358 waren fünf Motoren verfügbar. Für die Kraftübertragung auf die Hinterräder sorgt ein Sechsgang-Automatikgetriebe des Herstellers ZF. Die Spitzenmotorisierung stellte der 4,2-Liter-V8 mit Kompressoraufladung dar.
Im Herbst 2004 wurde ein in Kooperation mit PSA Peugeot Citroën entwickelter und bei Ford in Dagenham gebauter 2,7-Liter-V6-Biturbo-Dieselmotor als Einstiegsmotorisierung zum Motorenangebot hinzugefügt. Hiermit wurde zum ersten Mal ein Jaguar XJ mit einem Dieselmotor ausgestattet.
| Modell               | Hubraum     | Zylinder    | Leistung                     | Drehmoment          | Bauzeit         |             |
| Ottomotoren          | Ottomotoren | Ottomotoren | Ottomotoren                  | Ottomotoren         | Ottomotoren     | Ottomotoren |
| -------------------- | ----------- | ----------- | ---------------------------- | ------------------- | --------------- | ----------- |
| XJ 3.0               | 2967 cm³    | V6          | 175 kW (238 PS) bei 6800/min | 293 Nm bei 4100/min | 03/2003–11/2009 |             |
| XJ 3.5               | 3555 cm³    | V8          | 190 kW (258 PS) bei 6250/min | 335 Nm bei 4200/min | 03/2003–11/2009 |             |
| XJ 4.2               | 4196 cm³    | V8          | 219 kW (298 PS) bei 6000/min | 411 Nm bei 4100/min | 03/2003–11/2009 |             |
| XJR 4.2 (Kompressor) | 4196 cm³    | V8          | 291 kW (395 PS) bei 6100/min | 541 Nm bei 3500/min | 10/2003–10/2009 |             |
| Dieselmotoren        |             |             |                              |                     |                 |             |
| XJ 2.7 D             | 2720 cm³    | V6          | 152 kW (207 PS) bei 4000/min | 435 Nm bei 1900/min | 03/2003–11/2009 |             |

### Modellpflege (X358)
Im Herbst 2007 wurde der XJ überarbeitet. Dazu zählten optische Retuschen sowie Änderungen im Interieur.
Äußerlich änderte sich vor allem die Front, die sich mit einer sportlicheren Stoßstange, einem Kühlergrill mit Maschendraht, neuen Nebelleuchten sowie nun drei Lufteinlässen statt der bisherigen zwei präsentierte.
Der hintere Stoßfänger wurde ebenfalls modifiziert. Neben einer Chromzierleiste am Heck, die sich über die komplette Fahrzeugbreite zieht, fallen auch die geänderten Auspuffblenden auf. Innen blieb das klassische Design größtenteils erhalten, wobei jedoch die Ausstattung um eine Bluetooth-Schnittstelle für bis zu fünf Handys sowie eine Sitzbelüftung ergänzt wurde. Die offizielle Präsentation fand auf dem Genfer Auto-Salon statt.

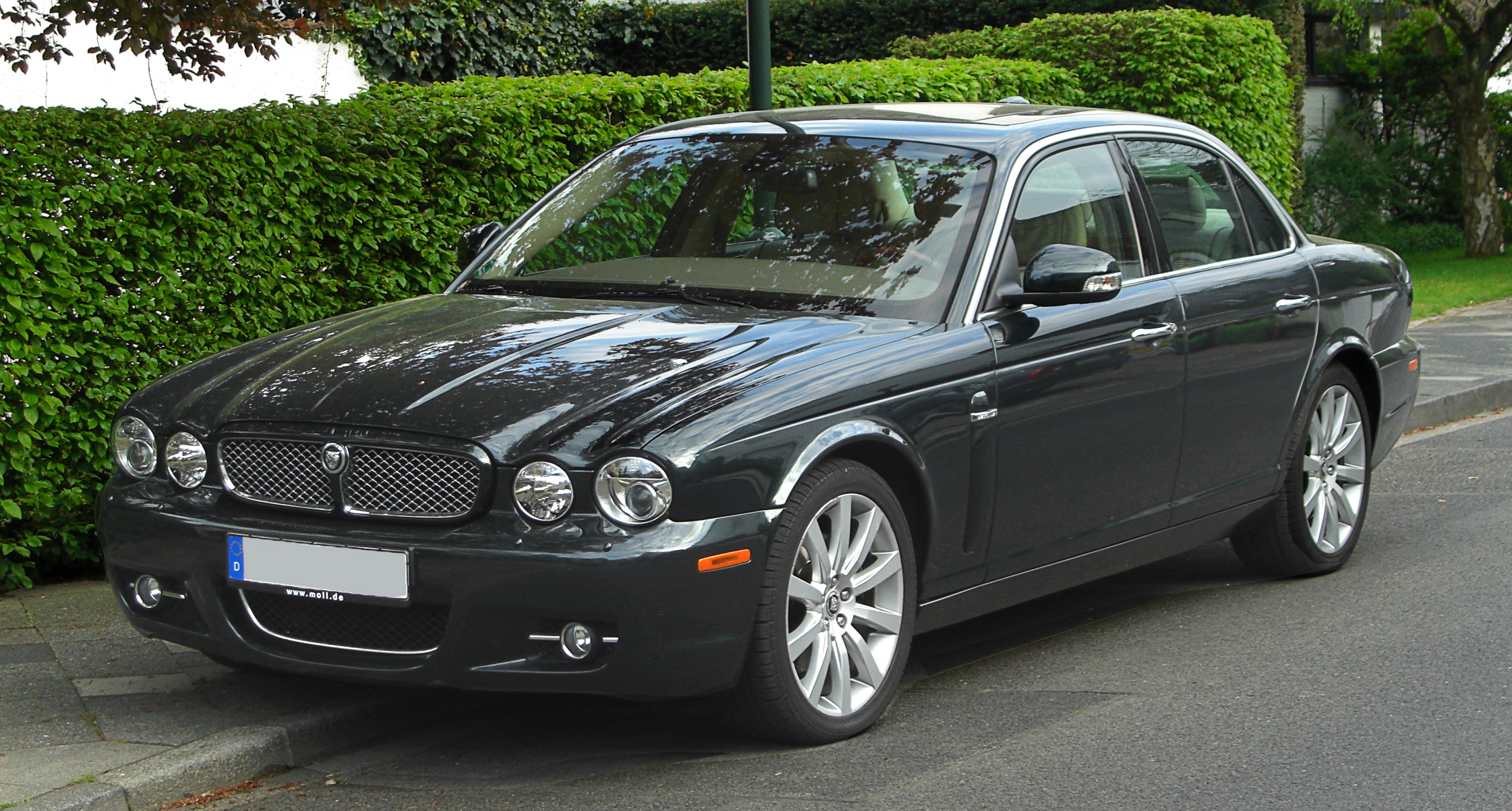
Jaguar XJ (2006–2009)
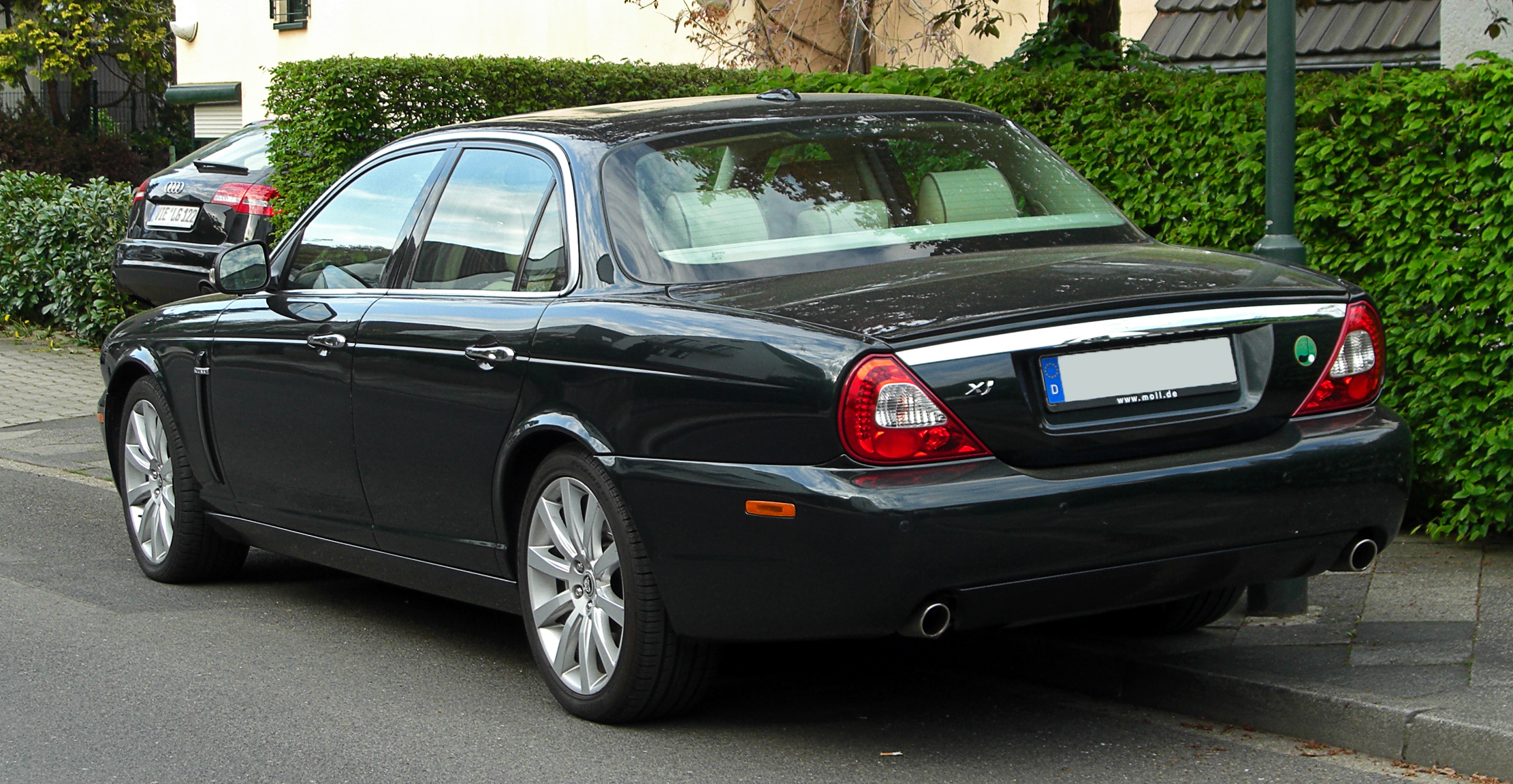
Heckansicht

Im November 2009 wurde die Fertigung des XJ eingestellt. Vom X350 und X358 wurden insgesamt 83.556 Einheiten produziert.

## XJ Sovereign

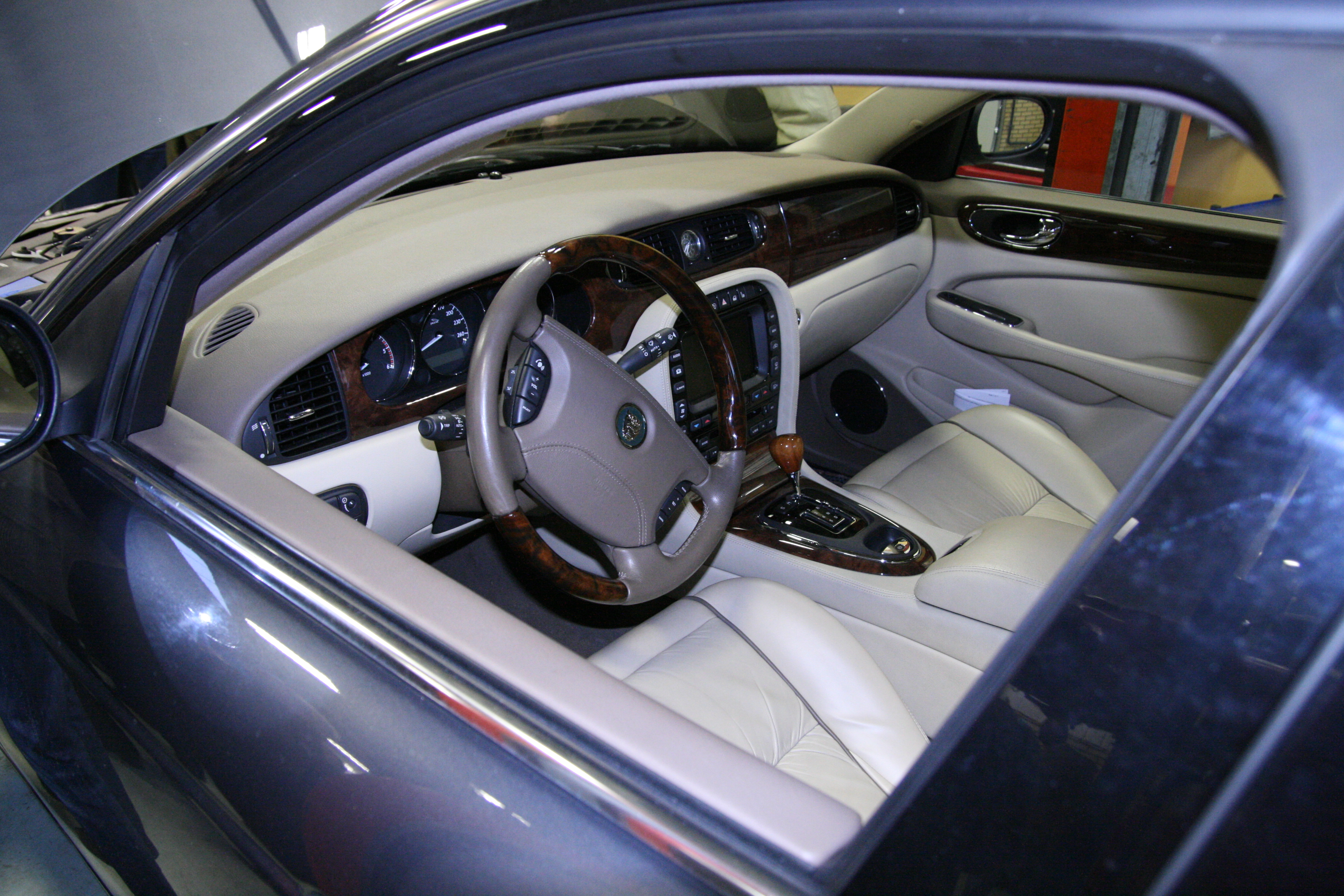
Sovereign, Innenraum

Jaguar bot den X350 auch als Sonderschutzfahrzeug unter dem Namen XJ Sovereign an. Es war die erste gepanzerte Limousine von Jaguar. Sie war nur mit langem Radstand und V8-Motor erhältlich.

### Ausstattung
Äußerlich unterscheidet sich der XJ Sovereign nicht vom Serienmodell. Doch gibt es grundlegende Unterschiede hinsichtlich der Ausstattung. Das Fahrzeug ist in den Widerstandsklassen B5 und B6 mit kugelsicheren Verbundglasscheiben, einer Unterbodenpanzerung und notlauffähigen Reifen erhältlich. Die Sicherheitsausstattung umfasst außerdem einen manipulationssicheren Auspuff, eine Gegensprechanlage, einen selbstabdichtenden Kraftstofftank, eine unabhängige Sauerstoffversorgung für den Innenraum sowie ein titangepanzertes Dach.
Aufgrund des Mehrgewichts durch die Panzerung sind ein Spezialfahrwerk und eine passive Federung verbaut. Eine stärker ausgelegte Bremsanlage erhöht zudem die Verzögerungsleistung. Laut Jaguar ist das Fahrzeug jedoch leichter als seine Konkurrenten.

## Daimler Super Eight

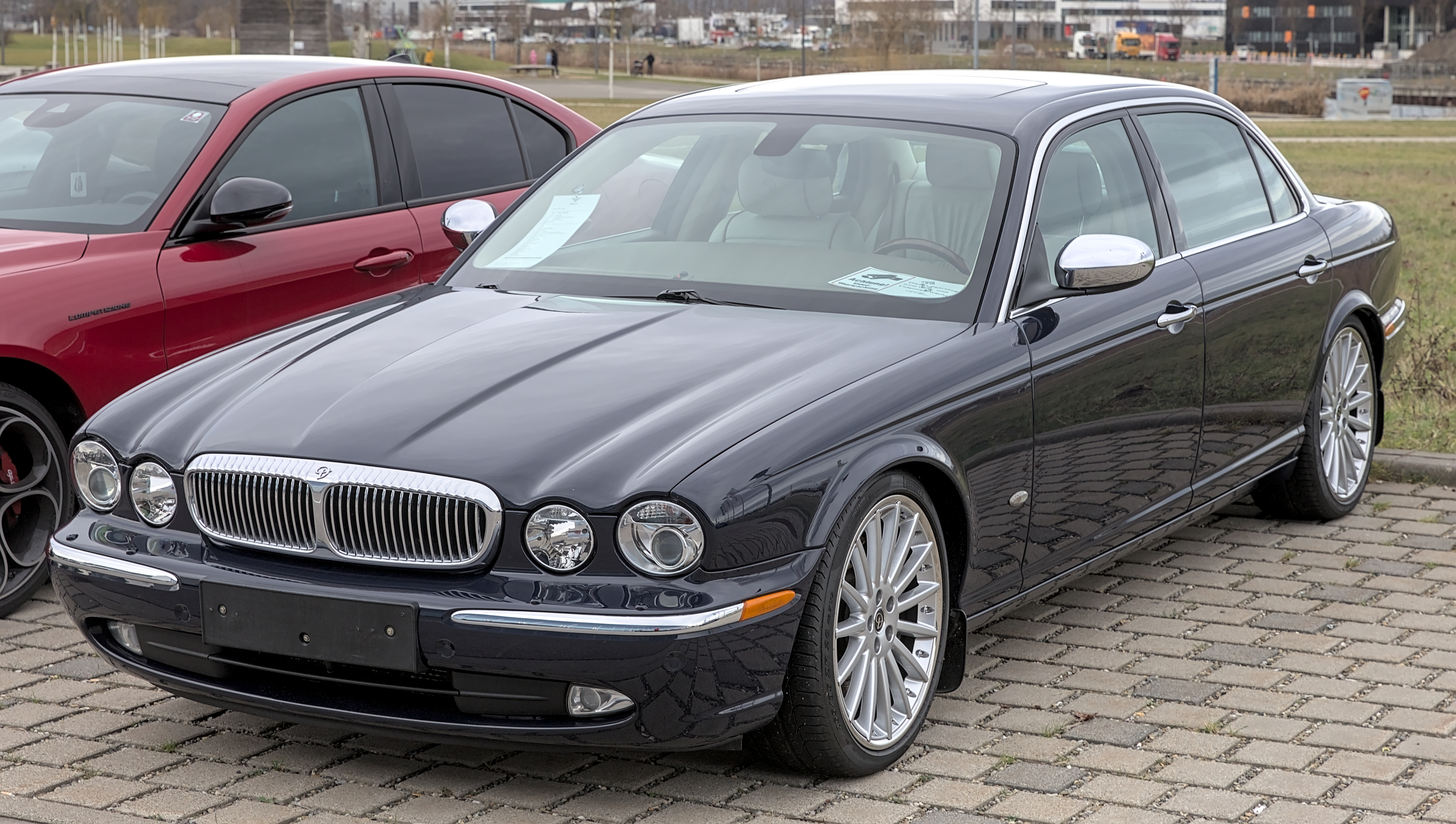
Daimler Super Eight (2006–2009)

Jaguar bot traditionell bis Ende 2009 sein Topmodell unter der Marke Daimler an. Der 2006 eingeführte Daimler Super Eight basierte auf dem Jaguar XJR, jedoch in der Langversion, und beendete diese Tradition. Das Automobil lässt sich außen am geriffelten Kühler und weiteren kleineren Veränderungen erkennen. Die Innenausstattung wurde im Vergleich zum Jaguar-Modell aufgewertet.
Die englische Königin und der Premierminister Großbritanniens nutzten dieses Fahrzeug. Die Produktionszahl betrug insgesamt 853 Einheiten. Der Verkaufspreis lag bei 112.500 Euro. Der letzte Listenneupreis betrug knapp 119.000 Euro. 
| Länge                      | 5220 mm               |
| Karosserie                 | Leichtbau             |
| Motor                      | 4,2-Liter-V8          |
| max. Leistung              | 395 PS (291 kW)       |
| Höchstgeschwindigkeit      | 250 km/h (abgeregelt) |
| Beschleunigung, 0–100 km/h | 5,3 s                 |
| Schaltung                  | Sechsgangautomatik    |
| Produktionszeitraum        | 2006–2009             |
| Einheiten                  | 853 Stück             |
| Preis                      | 112.500 €             |